# Hypoestes celebica
Hypoestes celebica är en akantusväxtart som beskrevs av Cornelis Eliza Bertus Bremekamp. Hypoestes celebica ingår i släktet Hypoestes och familjen akantusväxter. Inga underarter finns listade i Catalogue of Life.